# Осредак (Горњи Вакуф-Ускопље)
Осредак је насељено место у Босни и Херцеговини у општини Горњи Вакуф-Ускопље. Административно припада Федерацији Босне и Херцеговине, односно њеном Средњобосанском кантону. Према попису становништва из 2013. у насељу је било 453 становника, а већинско становништво у насељу били су Бошњаци.

## Становништво
По последњем службеном попису становништва из 2013. године у насељу Осредак живело је 453 становника, а село је било етнички хомогено са већинском бошњачком популацијом.
| Националност | 2013. | 1991.        | 1981.        | 1971.        |
| Бошњаци      | —     | 396 (100,0%) | 432 (99,54%) | 438 (99,77%) |
| Хрвати       | —     | 0            | 0            | 1 (0,22%)    |
| Срби         | —     | 0            | 0            | 0            |
| Југословени  | —     | 0            | 0            | 0            |
| остали       | —     | 0            | 2 (0,46%)    | 0            |
| Укупно       | 453   | 396          | 434          | 439          |